# Буковинська вишиванка

## Жіноча сорочка Буковини
Усі жіночі сорочки поділяються на два типи: святкова та буденна.
Святкова сорочка одягається до церкви, на танці, на родинні чи інші свята. Вишивали святкові сорочки на плечах, рукавах зверху до низу, повздовж грудей і крижів, зліва і праворуч біля пазухи, а інколи й на нижньому рубцеві неширокими смугами мережкою. Святкова сорочка шилася з трьох пілок, шириною 1.40-1.60 і рідко коли з 2 або 4 пілок. Рукави пришивалися паралельно до станка і стягувалися разом з отвором на шию міцною ниткою.
Плечика були вполовину чи на третину вужчі рукави, спочатку вишивались, потім їх пришивали до рукава і разом з рукавом до сорочки. Плечика вишивалися кількома поземними пасмами одного або двох візерунків, за кольором вони можуть бути одно- або двобарвні. З боків та знизу плечики обробляли мережкою золотими або срібними нитками або лелітками (позолоченими металевими бляшками). Вишивки плечиків були шириною від 10 до 20 см.
На самому рукаві вгорі вишивалася морщинка шириною 5-10 см. Морщинка була завжди іншого кольору і вишивалася осібною технікою геометричним візерунком. Морщинка вишивалася найчастіше жовтим або в селах над Дністром - зеленим, в деяких місцевостях чорною, синьою, білою, сріблистою, червоною. Інколи морщинку обшивали іншого кольору волічкою, особливо у гуцулів, або обшивали також позолоченими чи срібними цятками.
Рукав нижче морщинки вишивався прямовисними смугами, які могли усі три вишиватися однаковим візерунком або середня смуга вишивалася ширшою іншим візерунком, а дві побічні вужчими. Орнамент бічних смуг (вилянок) міг бути пов'язаний або й ні з основною смугою. Інший спосіб вишивання рукавів - це скісні смуги однакового або різного орнаменту. Рукав внизу стягався як і отвір шиї лише міцною ниткою або для стягання роблять цирку. Такими були святкові сорочки русинів буковинського поділля.
Сорочки гуцулів Буковини прикрашалися трохи по-іншому. Вишивки сорочок були набагато густішими, пасма на рукавах зближені одне до одного, могла бути заповнена і ціла площа рукава. Такі повністю заповнені рукави називали - писаними й зустрічалися вони рідше, лише у заможних. Найчастіше вишивалися уставки та поземне пасмо вгорі рукава. Рукави гуцульських сорочок завжди стягують внизу циркою, а нижче неї вишивають ще одне пасмо різнобарвним візерунком.
Крій гуцульських та сорочок русинів з поділля був однаковим.

### Хлоп'янка
Хлоп'янка це простіша за кроєм жіноча сорочка, яка вдягалася на кожний день. До станка такої сорочки з суцільного полотнища пришиваються по основі прямі рукави. З боків пришиваються рівні бочки з половини пілки. Зверху робиться поперечний отвір для шиї та поздовжній для пазухи. Рукава внизу не призбируються, а залишаються відкритими. Оздоблюється така сорочка лише в місцях пришиття рукава до станка вузькими смужками та спереду і ззаду на спині, зліва і справа йдуть дві поздовжні смужки. Інколи прикрашали також низ рукава та подолок сорочки.
Гуцульські хлоп'янки мали призбирані внизу рукави та вишивку на плечиках, яка складалася з кількох поперечних смуг. Хлоп'янки вишивають одним кольором (червоним, синім, чорним) або двома-трьома (чорно-червоні; чорно-червоні-жовті).
Вишивали на Буковині  заполоччю, шовком та волічкою. Мережка називається — цирка, вона виконується білими нитками або й кольоровими.
Візерунки: в буковинських вишивках використовуються геометричні візерунки (в гуцулів) або сильно геометризовані рослинні візерунки (в русинів поділля).
Основними стібками є: низинка, настилування, вирізування, косичка, ланцюжок, соснівка, перетикання, стебнівка. Основною технікою є низинка.